# Dieter Flach
Dieter Flach (* 15. Mai 1939 in Bad Nauheim) ist ein deutscher Althistoriker.
Flach studierte Geschichte und Klassische Philologie an der Universität Marburg und wurde 1967 als Schüler von Karl Christ zum Dr. phil. promoviert. In seiner Dissertation behandelte er das Verhältnis der römischen Dichter Horaz und Properz. Anschließend arbeitete er als Assistent an der Universität Marburg und habilitierte sich 1970 mit einer Arbeit über den römischen Geschichtsschreiber Tacitus. 1973 wurde Flach zum ordentlichen Professor für Alte Geschichte an der Universität Marburg ernannt. 1981 wechselte er an die Universität-Gesamthochschule Paderborn, wo er bis zu seiner Pensionierung 2004 forschte und lehrte. Sein Lehrstuhl wurde nicht wieder besetzt, stattdessen wird die Alte Geschichte in Paderborn seither durch Stefan Link vertreten.
Flach beschäftigt sich mit weiten Bereichen der Alten Geschichte und Klassischen Philologie. Er ist Spezialist für die Geschichtsschreibung und Agrargeschichte des Römischen Reiches. Darüber hinaus ist er als Übersetzer und Herausgeber zweisprachiger kommentierter Ausgaben verschiedener römischer Autoren hervorgetreten.

## Schriften (Auswahl)
Monographien
- Das literarische Verhältnis von Horaz und Properz. Marburg 1967 (Dissertation).
- Tacitus in der Tradition der antiken Geschichtsschreibung. Göttingen 1973 (Hypomnemata. Untersuchungen zur Antike und zu ihrem Nachleben, 39; Habilitationsschrift).
- Einführung in die römische Geschichtsschreibung. Darmstadt 1985. Zweite, verbesserte Auflage, Darmstadt 1992. Dritte, neubearbeitete Auflage, Darmstadt 1998.
- Römische Agrargeschichte. München 1990 (Handbuch der Altertumswissenschaft, 3. Abteilung, Teil 9).
- Bibliographie zur römischen Agrargeschichte. Paderborn 1991.

Textausgaben und Übersetzungen
- Die sogenannte Laudatio Turiae: Einleitung, Text, Übersetzung und Kommentar. Darmstadt 1991.
- Die Gesetze der frühen römischen Republik: Text und Kommentar. Darmstadt 1994.
- Marcus Terentius Varro: Gespräche über die Landwirtschaft. Drei Bände, Darmstadt 1996–2002.
- Das Zwölftafelgesetz = Leges XII tabularum. Darmstadt 2004.
- Marcus Porcius Cato: Über den Ackerbau. Stuttgart 2005.
- Tacitus: Dialogus de oratoribus = Streitgespräch über die Redner. Stuttgart 2005.
- Gaius Sallustius Crispus: De Catilinae coniuratione = Catilinas Verschwörung. Stuttgart 2007.
- Sextus Propertius: Elegien. Lateinisch und Deutsch. Darmstadt 2011.
- Sextus Propertius: Elegien. Kommentar. Darmstadt 2011.
- Tibull und seine Fortsetzer. Zweisprachige Gesamtausgabe. Lateinisch und deutsch. Mit Einleitung und Kommentar. Darmstadt 2015.